# Felice d'Asburgo-Lorena
Felice d'Asburgo-Lorena (nome completo in tedesco Felix Friedrich August Maria vom Siege Franz Joseph Peter Karl Anton Robert Otto Pius Michael Benidikt Sebastian Ignatius Marcus d'Aviano; Vienna, 31 maggio 1916 – Città del Messico, 6 settembre 2011) è stato un arciduca austriaco.
Alla sua morte, Felice era l'unico figlio ancora in vita dell'Imperatore d'Austria e Re d'Ungheria Carlo I e di sua moglie Zita di Borbone-Parma. Era fratello del Principe Ereditario Otto d'Asburgo, che morì due mesi prima, nel luglio del 2011.

## Biografia
Figlio dell'ultimo imperatore d'Austria-Ungheria Carlo I d'Austria e dell'imperatrice Zita, era nipote dell'arciduca Ottone Francesco e della principessa Maria Giuseppina di Sassonia per parte di padre, e del duca Roberto I di Borbone-Parma e dell'infanta Maria Antonia di Portogallo per parte di madre. Il prozio di suo padre era l'imperatore Francesco Giuseppe, morto alcuni mesi dopo la nascita dell'arciduca Felice, mentre il suo prozio era Federico Augusto III di Sassonia.
Quando la prima guerra mondiale si concluse e l'imperatore Carlo abdicò, la famiglia reale fu prima esiliata in Svizzera e poi nell'isola portoghese di Madera, finché nel 1937 fu permesso all'arciduca Felice di ritornare in Austria, per dedicarsi agli studi presso l'Accademia Militare di Wiener Neustadt.

Con l'avvento del nazismo, l'arciduca Felice e sua sorella l'arciduchessa Adelaide fuggirono in Cecoslovacchia sotto la protezione di un loro parente, l'arciduca Eugenio d'Asburgo-Teschen. Successivamente l'arciduca Felice e suo fratello Carlo Ludovico si arruolarono come ufficiali del "Battaglione dell'Austria Libera" nell'esercito americano, composto anche di numerosi ebrei esiliati coi quali l'arciduca fraternizzò smentendo le false voci di antisemitismo della casa imperiale d'Austria.
L'arciduca Felice aiutò suo fratello Ottone nel cercare di recuperare i diritti degli Asburgo in Austria, dovendo però decidere di rinunciare ad ogni diritto sul trono austriaco, ma nonostante ciò riuscirono a recuperare come privati cittadini alcune proprietà in Austria e in Cecoslovacchia e a farle restaurare.
L'arciduca Felice fu deputato al Parlamento dell'Unione europea per la CSU e, come il fratello maggiore, è stato membro della Mont Pelerin Society; inoltre l'arciduca Felice svolse mansioni di grande importanza nelle borse portoghesi, belghe e messicane.

## Famiglia
Il 18 novembre 1952 sposò a Beaulieu, in Francia, la principessa-duchessa Anna Eugenia d'Aremberg (1925-1997), figlia del principe-duca Roberto Prospero d'Arenberg (1895-1972) e della principessa Gabrielle von Wrede (1895-1971), dalla quale ebbe sette figli:
- arciduchessa Maria del Pilar (1953), sposò Vollrad Ritter und Edler von Poschinger;
- arciduca Carlo Filippo (1954), sposò Marina Donath, e in seconde nozze Annie-Claire Christine Lacrambe;
- arciduchessa Kinga (1955), sposò il barone von Wolfgand Erffa;
- arciduca Raymond (1958-2008), sposò Bettina Götz;
- arciduchessa Myriam (1959), sposò il marchese Jaime Corcuera Achson;
- arciduca Istvan (1961), sposò la contessa de Paola Temesvary;
- arciduchessa Viridis (1961), sposò Karl Gribble Dunning.

## Antenati
|                                   |                    |                                           | Genitori                                    |  |  | Nonni |  |  | Bisnonni                        |  |  | Trisnonni                        |  |
|                                   |                    |                                           |                                             |  |  |       |  |  | Carlo Ludovico d'Asburgo-Lorena |  |  | Francesco Carlo d'Asburgo-Lorena |  |
|                                   |                    |                                           |                                             |  |  |       |  |  | Carlo Ludovico d'Asburgo-Lorena |  |  | Francesco Carlo d'Asburgo-Lorena |  |
|                                   |                    | Sofia di Baviera                          |                                             |  |  |       |  |  | Carlo Ludovico d'Asburgo-Lorena |  |  |                                  |  |
| Ottone Francesco d'Asburgo-Lorena |                    |                                           |                                             |  |  |       |  |  | Carlo Ludovico d'Asburgo-Lorena |  |  |                                  |  |
|                                   |                    | Maria Annunziata di Borbone-Due Sicilie   | Ferdinando II delle Due Sicilie             |  |  |       |  |  |                                 |  |  |                                  |  |
|                                   |                    | Maria Annunziata di Borbone-Due Sicilie   | Ferdinando II delle Due Sicilie             |  |  |       |  |  |                                 |  |  |                                  |  |
|                                   |                    | Maria Annunziata di Borbone-Due Sicilie   | Maria Teresa d'Asburgo-Teschen              |  |  |       |  |  |                                 |  |  |                                  |  |
| Carlo I d'Austria                 |                    | Maria Annunziata di Borbone-Due Sicilie   |                                             |  |  |       |  |  |                                 |  |  |                                  |  |
|                                   |                    | Giorgio di Sassonia                       | Giovanni di Sassonia                        |  |  |       |  |  |                                 |  |  |                                  |  |
|                                   |                    | Giorgio di Sassonia                       | Giovanni di Sassonia                        |  |  |       |  |  |                                 |  |  |                                  |  |
|                                   |                    | Giorgio di Sassonia                       | Amalia Augusta di Baviera                   |  |  |       |  |  |                                 |  |  |                                  |  |
| Maria Giuseppina di Sassonia      |                    | Giorgio di Sassonia                       |                                             |  |  |       |  |  |                                 |  |  |                                  |  |
|                                   |                    | Maria Anna Ferdinanda di Braganza         | Ferdinando II del Portogallo                |  |  |       |  |  |                                 |  |  |                                  |  |
|                                   |                    | Maria Anna Ferdinanda di Braganza         | Ferdinando II del Portogallo                |  |  |       |  |  |                                 |  |  |                                  |  |
|                                   |                    | Maria Anna Ferdinanda di Braganza         | Maria II del Portogallo                     |  |  |       |  |  |                                 |  |  |                                  |  |
| Felice d'Asburgo-Lorena           |                    | Maria Anna Ferdinanda di Braganza         |                                             |  |  |       |  |  |                                 |  |  |                                  |  |
|                                   | Carlo III di Parma | Carlo II di Parma                         |                                             |  |  |       |  |  |                                 |  |  |                                  |  |
|                                   | Carlo III di Parma | Carlo II di Parma                         |                                             |  |  |       |  |  |                                 |  |  |                                  |  |
|                                   | Carlo III di Parma | Maria Teresa di Savoia                    |                                             |  |  |       |  |  |                                 |  |  |                                  |  |
| Roberto I di Parma                | Carlo III di Parma |                                           |                                             |  |  |       |  |  |                                 |  |  |                                  |  |
|                                   |                    | Luisa Maria di Borbone-Francia            | Carlo di Borbone-Francia                    |  |  |       |  |  |                                 |  |  |                                  |  |
|                                   |                    | Luisa Maria di Borbone-Francia            | Carlo di Borbone-Francia                    |  |  |       |  |  |                                 |  |  |                                  |  |
|                                   |                    | Luisa Maria di Borbone-Francia            | Carolina di Borbone-Due Sicilie             |  |  |       |  |  |                                 |  |  |                                  |  |
| Zita di Borbone-Parma             |                    | Luisa Maria di Borbone-Francia            |                                             |  |  |       |  |  |                                 |  |  |                                  |  |
|                                   |                    | Michele del Portogallo                    | Giovanni VI del Portogallo                  |  |  |       |  |  |                                 |  |  |                                  |  |
|                                   |                    | Michele del Portogallo                    | Giovanni VI del Portogallo                  |  |  |       |  |  |                                 |  |  |                                  |  |
|                                   |                    | Michele del Portogallo                    | Carlotta Gioacchina di Borbone-Spagna       |  |  |       |  |  |                                 |  |  |                                  |  |
| Maria Antonia di Braganza         |                    | Michele del Portogallo                    |                                             |  |  |       |  |  |                                 |  |  |                                  |  |
|                                   |                    | Adelaide di Löwenstein-Wertheim-Rosenberg | Costantino di Löwenstein-Wertheim-Rosenberg |  |  |       |  |  |                                 |  |  |                                  |  |
|                                   |                    | Adelaide di Löwenstein-Wertheim-Rosenberg | Costantino di Löwenstein-Wertheim-Rosenberg |  |  |       |  |  |                                 |  |  |                                  |  |
|                                   |                    | Adelaide di Löwenstein-Wertheim-Rosenberg | Agnese di Hohenlohe-Langenburg              |  |  |       |  |  |                                 |  |  |                                  |  |
|                                   |                    | Adelaide di Löwenstein-Wertheim-Rosenberg |                                             |  |  |       |  |  |                                 |  |  |                                  |  |